# Шерв-Ришмон
Шерв-Ришмо́н (фр. Cherves-Richemont) — коммуна во Франции, находится в регионе Пуату — Шаранта. Департамент — Шаранта. Входит в состав кантона Коньяк-Нор. Округ коммуны — Коньяк.
Код INSEE коммуны — 16097.

## География
Коммуна расположена приблизительно в 410 км к юго-западу от Парижа, в 110 км юго-западнее Пуатье, в 45 км к западу от Ангулема.
Леса занимают 760 га (20 % территории коммуны), сельскохозяйственные угодья — 2388 га, в том числе виноградники — 992 га, посевы зерновых — 300 га, пастбища — 615 га.

## Население
Население коммуны на 2008 год составляло 2420 человек.
| 1962 | 1968 | 1975 | 1982 | 1990 | 1999 | 2008 |
| ---- | ---- | ---- | ---- | ---- | ---- | ---- |
| 296  | 272  | 2602 | 2665 | 2528 | 2447 | 2420 |

## Климат
Климат океанический. Ближайшая метеостанция находится в городе Коньяк.
| Показатель                        | Янв. | Фев. | Март | Апр. | Май  | Июнь | Июль | Авг. | Сен. | Окт. | Нояб. | Дек. | Год   |
| --------------------------------- | ---- | ---- | ---- | ---- | ---- | ---- | ---- | ---- | ---- | ---- | ----- | ---- | ----- |
| Средний суточный максимум, °C     | 8,7  | 10,5 | 13,1 | 15,9 | 19,5 | 23,1 | 26,1 | 25,4 | 23,1 | 18,5 | 12,4  | 9,2  | 17,7  |
| Средняя температура, °C           | 5,4  | 6,7  | 8,5  | 11,1 | 14,4 | 17,8 | 20,2 | 19,7 | 17,6 | 13,7 | 8,6   | 5,9  | 12,5  |
| Средний суточный минимум, °C      | 2,0  | 2,8  | 3,8  | 6,2  | 9,4  | 12,4 | 14,4 | 14,0 | 12,1 | 8,9  | 4,7   | 2,6  | 7,8   |
| Норма осадков, мм                 | 80,4 | 67,3 | 65,9 | 68,3 | 71,6 | 46,6 | 45,1 | 50,2 | 59,2 | 68,6 | 79,8  | 80,0 | 783,6 |
| Источник: Relevé météo des Cognac |      |      |      |      |      |      |      |      |      |      |       |      |       |

## Администрация
| Период | Период | Фамилия        | Партия             | Примечания |
| ------ | ------ | -------------- | ------------------ | ---------- |
| 1973   | 1974   | Жюльен Гарандо | Радикальная партия |            |
| 1974   | 1980   | Жан-Мари Вебер |                    | винодел    |
| 1980   | 1995   | Андре Гийо     |                    | мясник     |
| 1995   | 2006   | Жерар Лавинь   |                    | пенсионер  |
| 2006   | 2014   | Ален Риффо     |                    | пенсионер  |

## Экономика
Основу экономики составляют сельское хозяйство и виноградарство.
В 2007 году среди 1533 человек в трудоспособном возрасте (15—64 лет) 1061 были экономически активными, 472 — неактивными (показатель активности — 69,2 %, в 1999 году было 67,9 %). Из 1061 активных работали 982 человека (523 мужчины и 459 женщин), безработных было 79 (26 мужчин и 53 женщины). Среди 472 неактивных 147 человек были учениками или студентами, 198 — пенсионерами, 127 были неактивными по другим причинам.

## Достопримечательности
- Замок Шенель[фр.] (XVII век). Исторический памятник с 1965 года[3]
- Приходская церковь Сен-Вивьен[фр.] (XII век). Исторический памятник с 1988 года[4]
- Церковь Сен-Жорж[фр.] (XII век). Исторический памятник с 1907 года[5]
- Поместье Сен-Реми (XVII век). Исторический памятник с 1979 года[6]
- Поместье Буссак (XVII век). Исторический памятник с 1987 года[7]
- Крест на церковной площади (XV век). Исторический памятник с 1932 года[8]

## Города-побратимы
- Мораль-де-Калатрава (Испания, с 1993)

## Фотогалерея

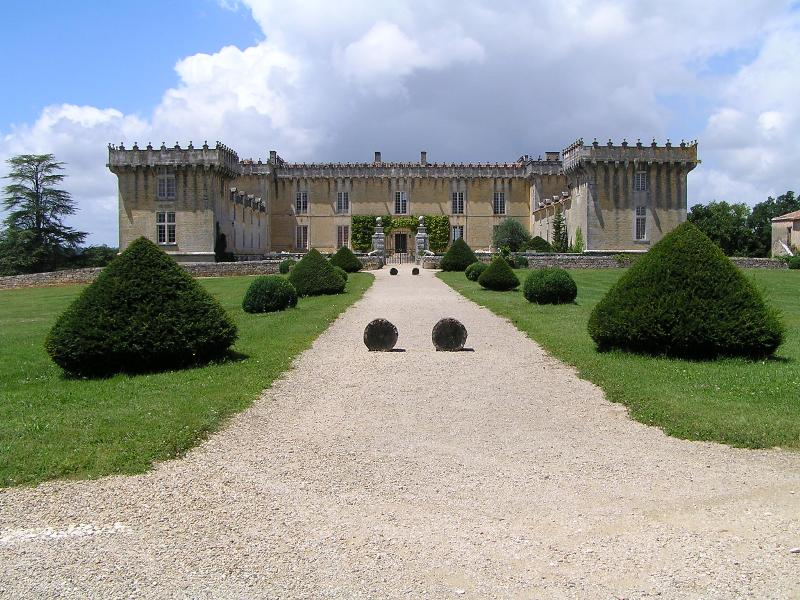
Замок Шенель
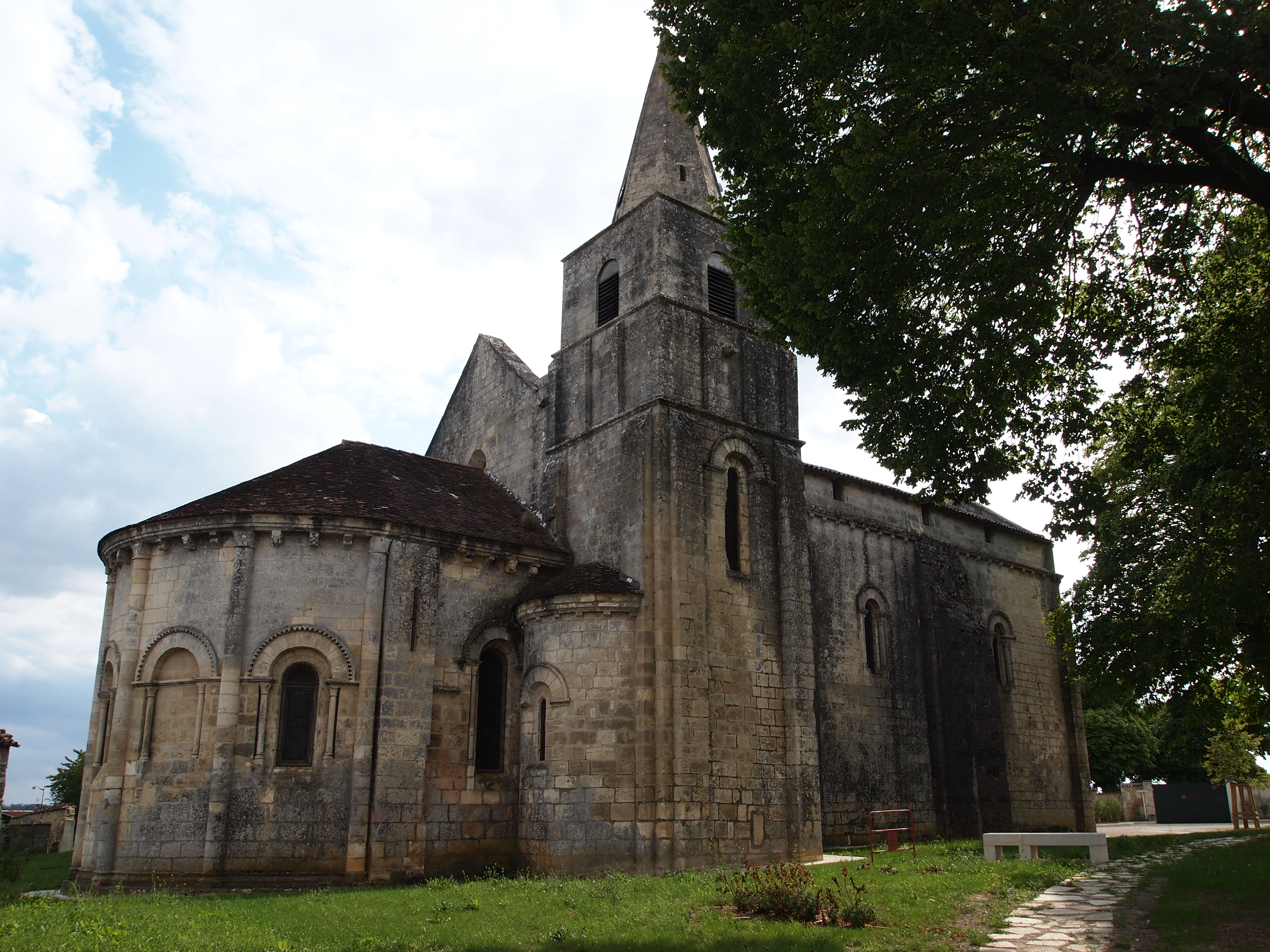
Церковь Сен-Вивьен
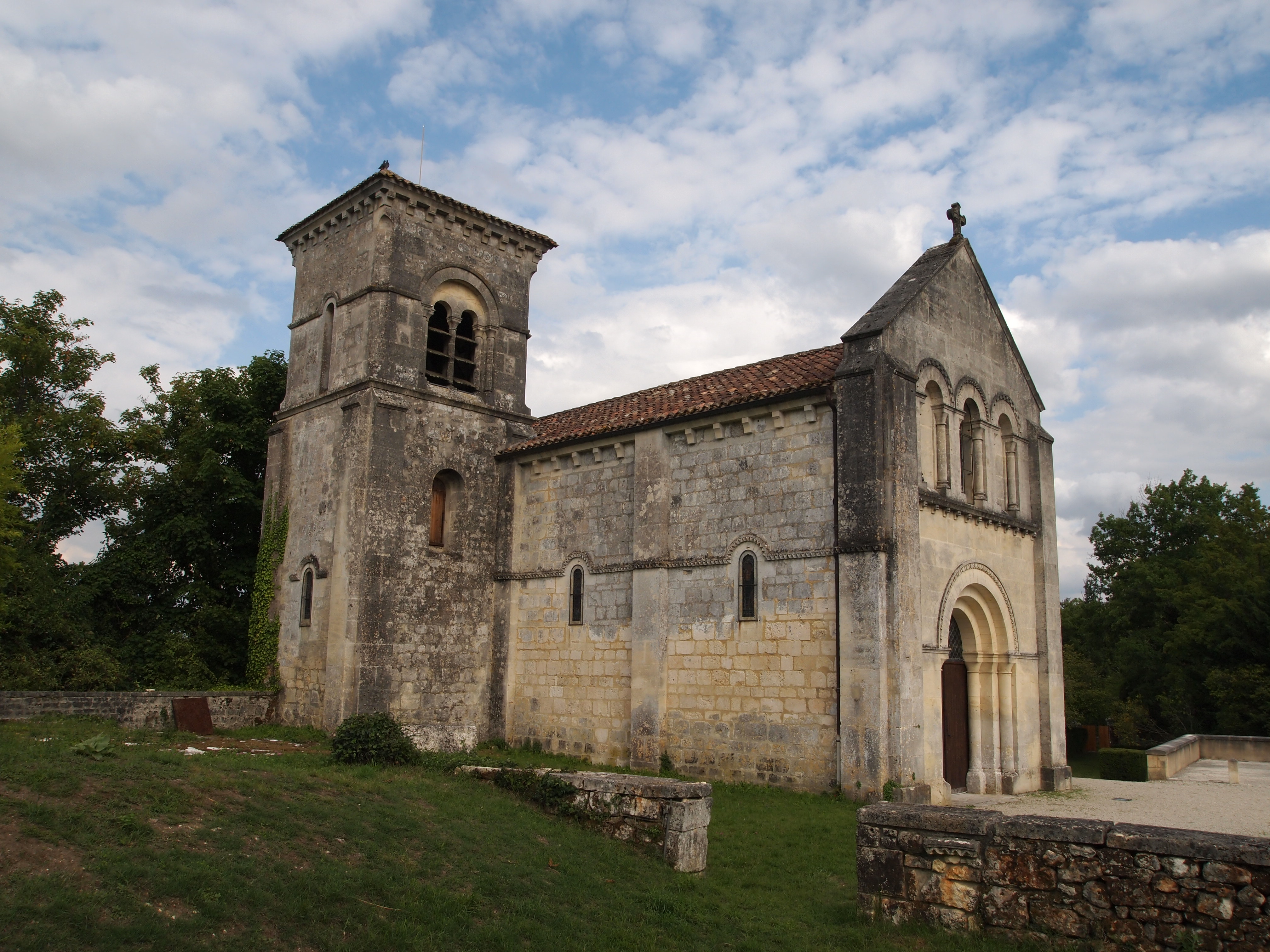
Церковь Сен-Жорж
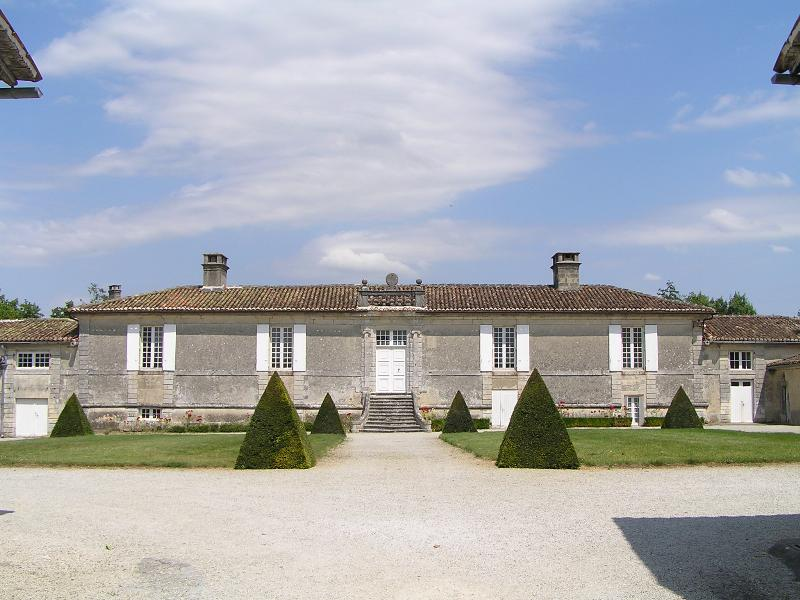
Поместье Буссак
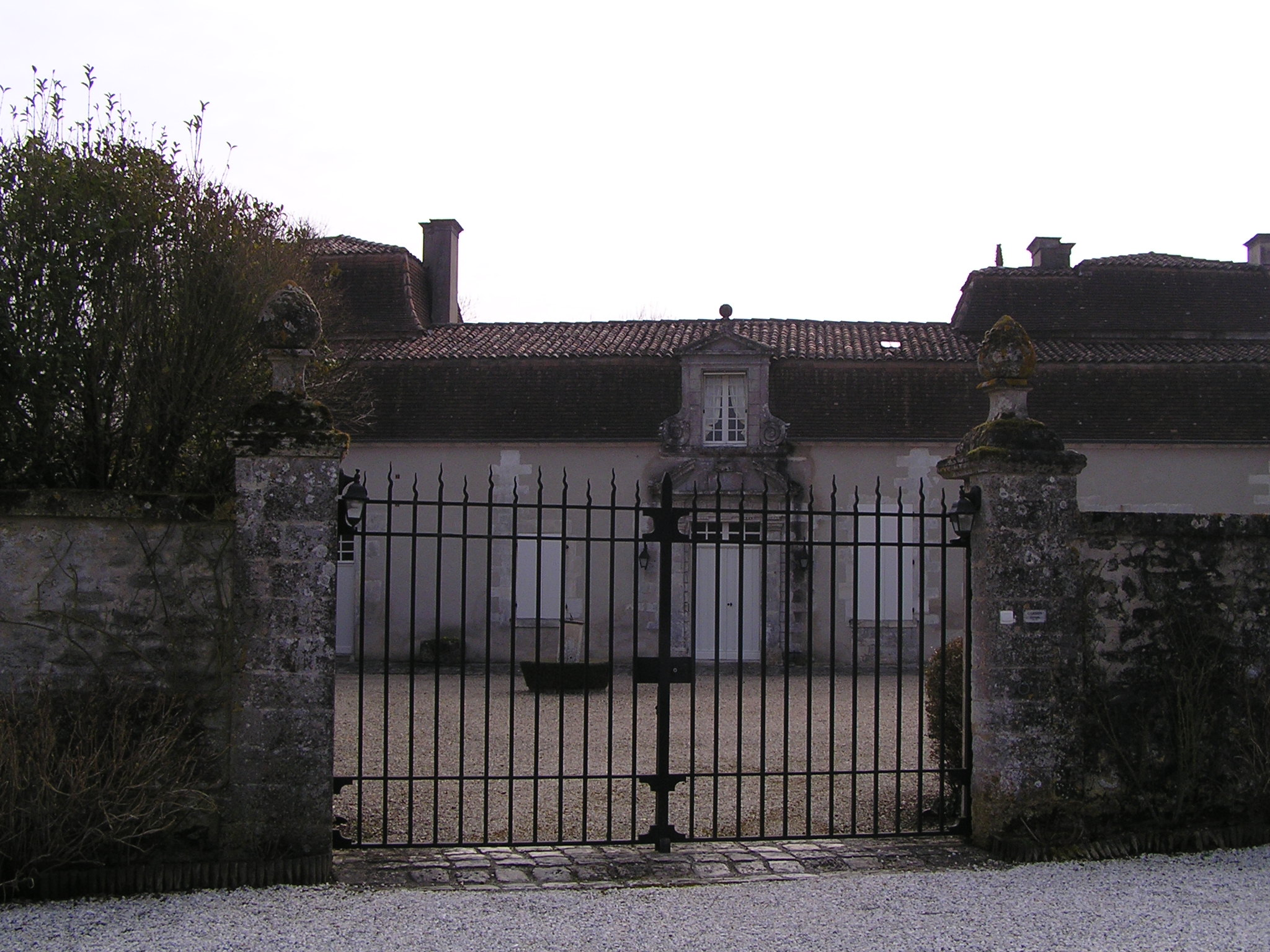
Поместье Сен-Реми
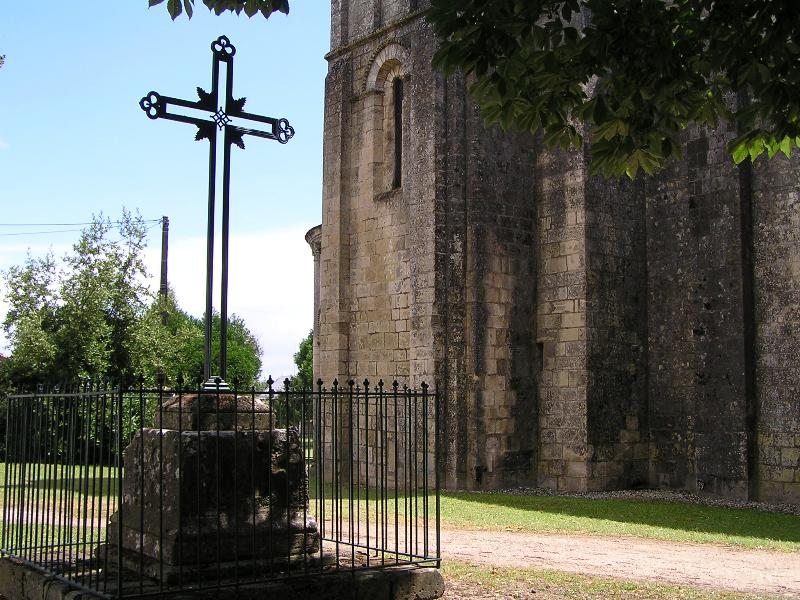
Крест на церковной площади